# Juste la fin du monde
Juste la fin du monde (internationale titel: It's Only the End of the World) is een Canadees-Franse film uit 2016, geschreven en geregisseerd door Xavier Dolan en gebaseerd op het gelijknamige toneelstuk uit 1990 van Jean-Luc Lagarce. De film ging op 19 mei in première op het filmfestival van Cannes in de competitie voor de Gouden Palm.

## Verhaal
Na 12 jaar afwezigheid keert de terminaal zieke schrijver en dertiger Louis terug naar huis. Zijn plan is om aan de familie zijn nakende dood te verkondigen. Hij ontmoet er zijn zus Suzanne, zijn broer Antoine, zijn moeder en zijn schoonzus Catherine. Maar zijn komst brengt een aantal spanningen en oude herinneringen boven en uiteindelijk vertrekt hij zonder hen zijn geheim te vertellen.

## Rolverdeling
| Acteur           | Personage |
| ---------------- | --------- |
| Léa Seydoux      | Suzanne   |
| Marion Cotillard | Catherine |
| Vincent Cassel   | Antoine   |
| Gaspard Ulliel   | Louis     |
| Nathalie Baye    | Moeder    |

## Productie
De film werd geselecteerd als Canadese inzending voor de beste niet-Engelstalige film voor de 89ste Oscaruitreiking.